# África Ocidental Alemã
A África Ocidental Alemã (Deutsch-Westafrika) foi a designação para protetorados alemães na África ocidental entre 1884 e 1919. O termo foi normalmente usado para os territórios dos Camarões Alemães e Togolândia combinados. Além de mais raramente com o Sudoeste Africano Alemão incluso. A África Ocidental Alemã existiu como unidade administrativa por apenas alguns anos. No entanto, no comércio o termo teve uso mais prolongado.
```
   |-
       |
Erro:
:  
valor não especificado para "
nome_comum
"

   |-
       | 
Erro:
:  
valor não especificado para "
continente
"
```

A designação Deutsch-Westafrika podia ser encontrada nos seguintes nomes:
- Deutsch-Westafrikanische Handelsgesellschaft, fundada em 1896.[1]
- Banco Deutsch-Westafrikanische, fundado em 1904.[2]

## Territórios
A África Ocidental Alemã entre 1884 e 1919 consistia nas seguintes áreas (excluindo Sudoeste Africano Alemão):
| Território                  | Período   | Área (aproximada) | População (aproximada) | Países atuais                                                  |
| --------------------------- | --------- | ----------------- | ---------------------- | -------------------------------------------------------------- |
| Altkamerun (Sem o nordeste) | 1884–1919 | 488,000 km²       | 2,588,000              | Camarões · Nigéria                                             |
| Ambasbay/Victoria           | 1887–1919 | ?                 | 12,000                 | Camarões                                                       |
| Entenschnabel               | 1894–1911 | 12,000 km²        | ?                      | Camarões · Chade                                               |
| Kapitaï und Koba            | 1884–1885 | 2,310 km²         | 35,000                 | Guiné                                                          |
| Mahinland                   | 1885      | ?                 | 10,000                 | Nigéria                                                        |
| Neukamerun (Congo Alemão)   | 1911–1919 | 295,000 km²       | 2,000,000              | Gabão · República do Congo · Chade · República Centro-Africana |
| Área Salaga (Leste)         | 1899–1919 | ?                 | ?                      | Gana                                                           |
| Togo                        | 1884–1919 | 87,200 km²        | 1,000,000              | Gana · Togo                                                    |
| Total                       |           | 879,510 km²       | 5,645,000              |                                                                |